# Masahiro Taguchi
Masahiro Taguchi (ur. 1956) – historyk i ekonomista z Uniwersytetu w Okayamie. W latach 70. XX wieku studiował w Polsce. Jest profesorem Graduate School of Humanities and Social Studies w Okayamie, znawcą stosunków polsko-japońskich, inicjatorem i kierownikiem „Forum Polska”.

## Działalność
Wraz z profesorem Tokimasą Sekiguchim w 2004 stworzył NPO „Forum Polska (Forum Poland)”. Co roku organizuje konferencje naukowe poświęcone Polsce. Do tej pory zorganizowano sympozja pod tytułem: „Powrót do Europy” (2005), „Polskość” (2006), „Warszawa” (2007), Katolicyzm polski” (2008), „Chopin” (2009), „Ruch NSZZ „Solidarność” i jego dziedzictwo” (2010), „Polska i jej sąsiedzi” (2011), oraz „Wokół poloneza” (2012), “Polska dziś i jutro – w poszukiwaniu swojego miejsca na zmieniającej się mapie świata” (2013).  

## Wybór publikacji
- “Mechanizm upadku socjalistycznego systemu gospodarczego” czasopismo “Ekonomia”, wyd.  Uniwersytet Warszawski, nr. 26, 2011.
- Taguchi Masahiro, 1987, Wywiad na temat polskiej reformy gospodarczej z L. Balcerowiczem, byłym wiceprzewodniczącym Polskiego Towarzystwa Ekonomicznego, "Studies on Socialist Economy" No. 9.
- Taguchi Masahiro, 1988, Zagadnienia polskiej reformy gospodarczej. Mechanizm kryzysu gospodarczego a strategia rozwoju gospodarczego, "Kaigaijijp" (Takushoku University, Institute of World Studies), No. 5.
- Taguchi Masahiro, 1989, Wywiad z prof. J. Beksiakiem, "Studies on Socialist Economy" No 13.
- Taguchi Masahiro, 1990a, Mechanizm upadku polskiego systemu gospodarczego, "International Labor Movement" nr 7, s. 11–17.
- Taguchi Masahiro, 1990b, Upadek systemu tradycyjnego. Historyczne miejsce i zagadnienia polskiej reformy polityczno-gospodarczej, "Keizai Kagaku Tsushin" No. 63, 1990.6.
- Taguchi Masahiro, 1993, Próby wdrażania i załamania reform gospodarczych. Na przykładzie polskich reform, w: Kihara Masao, Mizobata Satoshi, Onishi Hiroshi (red.), Transformacja systemu gospodarczego, Sekaishisosha, Kyoto.
- Taguchi Masahiro, 2004, Mechanizm socjalistycznego systemu gospodarczego. Modelowanie procesu załamania na przykładzie Polski, "Bulletin of the Association for Comparative Economic Studies" No. 11[3].